# 洪伟翔
洪伟翔（英語：Ang Woei Shang，1986年12月1日—），马来西亚执业律师兼时事评论员，以個人網頁《翱翔天際·談古今·論道理》在臉書和YouTube平台知名。

## 生平
洪伟翔出生于马来西亚柔佛州笨珍县北干那那。其父亲在新村内经营一家杂货店，也是马华公会终身党员。他在11岁时被卫斯理影视片段吸引，开始阅读原著《卫斯理》小说，自此追随倪匡文字，读遍并收藏大量相关书籍。
他在中学时期开始关注政治。1998年，民主行动党政治人物林冠英因揭露马六甲州首长阿都拉欣与未成年少女的争议事件而被判违反煽动法令和出版及印刷法令罪。1999年，洪伟翔在非法德士车站看到林冠英被拷上手铐、双臂举起的贴纸，标语写着“我为人人，人人为我”。这引发了他的好奇，促使他开始关注政治。
2010年马来亚大学法律系毕业后，洪伟翔在著名律师汤米·汤姆斯（之后曾任总检察长）指导下完成了实习。洪伟翔目前是执业律师和时事评论员，并在《星洲日报》、《中国报》、《光明日报》和《新生活报》撰写专栏，分享时事观点。
2021年9月15日，洪伟翔专访前首相马哈迪·莫哈末。同年10月22日，他再度专访马哈迪。
2022年5月10日，洪伟翔率领的反方团队在第六届辩论海啸“五零九变天四周年之战”中，以577张和2841张支持票分别获得全场冠军和网络票选冠军，赢得4000令吉奖金和辩论海啸常年杯。2023年4月16日，洪伟翔领导的反方团队在辩论海啸7.0中荣获辩论海啸7.0冠军队伍，他本身也蝉联最佳辩手。
2022年8月13日至8月17日，洪伟翔为北海的威北农民学校乐捐500令吉，以及通过Youtube频道举办线上慈善筹款演唱会，在4天内为该校筹款8万4420令吉捐款。
2023年10月28日，洪伟翔通过Youtube频道和脸书发动了线上“翱翔慈善演唱会”，共吸引585人捐款，为光育华小建校基金进账11万7561令吉。

## 相关事件

### 法律诉讼
2024年7月，洪伟翔通过律师向民主行动党古来前市议员兼网红吴启聪发出律师信，指控其在社群網站发布多则针对自己的诽谤性言论。吴启聪未回应这些要求。洪伟翔于12月提起诉讼。